# Saint-Laurent-de-Mure
Saint-Laurent-de-Mure ist eine französische Gemeinde mit 5.651 Einwohnern (Stand: 1. Januar 2022) im Département Rhône in der Region Auvergne-Rhône-Alpes. Saint-Laurent-de-Mure liegt im Arrondissement Lyon und ist Teil des Kantons Genas.

## Geografie
Saint-Laurent-de-Mure liegt etwa 19 Kilometer südöstlich von Lyon. Umgeben wird Saint-Laurent-de-Mure von den Nachbargemeinden Colombier-Saugnieu im Norden und Nordosten, Satolas-et-Bonce im Osten, Grenay im Südosten, Saint-Pierre-de-Chandieu im Süden und Südwesten sowie Saint-Bonnet-de-Mure im Westen und Nordwesten.
Durch die Gemeinde führen die Autoroute A43 und die A432 sowie die frühere Route nationale 6. Nordöstlich von Saint-Laurent-de-Mure grenzt der Flughafen Lyon Saint-Exupéry an die Gemeinde.

## Geschichte
Während der Französischen Revolution lautete der Name der Ortschaft Mure-la-Fontaine. Seit 1967 gehört die Gemeinde dem Département Rhône an, zuvor war es Teil des Département Isère.

### Bevölkerungsentwicklung
| Jahr                       | 1962 | 1968 | 1975 | 1982 | 1990 | 1999 | 2006 | 2011 |
| Einwohner                  | 1073 | 1527 | 2498 | 3336 | 4513 | 4694 | 4855 | 5297 |
| Quellen: Cassini und INSEE |      |      |      |      |      |      |      |      |

## Gemeindepartnerschaft
Mit der italienischen Gemeinde Chambave im Aostatal besteht eine Partnerschaft.

## Sehenswürdigkeiten
- Kirche Saint-Laurent
- Ruinen des alten Schlosses
- Kapelle und Priorat Poulieu
- Gemeindefriedhof von 1835